# Julie Taymor
Julie Taymor, född 15 december 1952 i Newton, Massachusetts, är en amerikansk regissör som regisserar såväl film som teater och opera.
Taymor är en internationellt prisbelönt regissör som verkar inom flera områden. Hon har bland annat vunnit två Tony Awards för sitt arbete med musikalversionen av Lejonkungen (1997). Detta gjorde henne till den första kvinnan i historien att vinna en Tony Award för bästa musikal. 2003 fick hennes film Frida, om konstnären Frida Kahlos liv, sex Oscarsnomineringar.
Taymor lever tillsammans med den Oscarsbelönade kompositören Elliot Goldenthal som även komponerat musik till några av hennes verk.

## Filmografi i urval
- 1999 – Titus
- 2002 – Frida
- 2007 – Across the Universe
- 2010 – The Tempest
- 2014 – A Midsummer Night's Dream